# Jenna Elfman
Pour les articles homonymes, voir Butala et Elfman.
Jenna Elfman, née Jennifer Butala le 30 septembre 1971 à Los Angeles, en Californie, est une actrice et productrice américaine.
Elle est principalement connue pour son rôle dans la sitcom Dharma et Greg, diffusée entre 1997 et 2003.
Elle fait ensuite un retour télévisuel en rejoignant la distribution de la série télévisée Fear the Walking Dead (2018-2023).

## Biographie

### Débuts et révélation comique (années 1990)
Elle débute jeune sa carrière en tournant dans des spots publicitaires ; puis, pour se donner toutes les chances de réussir dans le show business, elle étudie l'art dramatique avec l'un des professeurs les plus renommés dans le métier, Milton Katselas. 
Sa carrière de comédienne décolle tout doucement, quand elle commence à apparaître dans des shows et des séries télévisées, essentiellement des comédies. Elle décroche son premier rôle principal en 1996 dans la sitcom Townies, dont elle partage l'affiche avec la rousse Molly Ringwald et la brune Lauren Graham, mais qui s'arrête au bout de 13 épisodes. 
Elle rebondit dès l'année suivante avec le rôle principal féminin de la série romantique Dharma et Greg, qui la révèle aux yeux de tous, et ce dans de nombreux pays, dans le rôle d'une jeune femme solaire, généreuse et lunaire. Sa performance lui vaut un Golden Globe dès la seconde saison, et la série engrange 4 saisons, avant de s'arrêter à la suite d'une baisse d'audience, en 2000.
Elle débute parallèlement au cinéma, dans la comédie Drôles de Papous, où elle joue aux côtés notamment de Richard Dreyfuss. Puis le succès de la série lui permet d’apparaître dans la satire En direct sur Ed TV, de Ron Howard, en 1999, puis surtout dans la comédie romantique d'Edward Norton, Au nom d'Anna, où elle joue le rôle-titre, la jolie Anna convoitée par deux amis, l'un prêtre (Edward Norton) et l'autre rabbin (Ben Stiller).

### Difficile retour (années 2000)

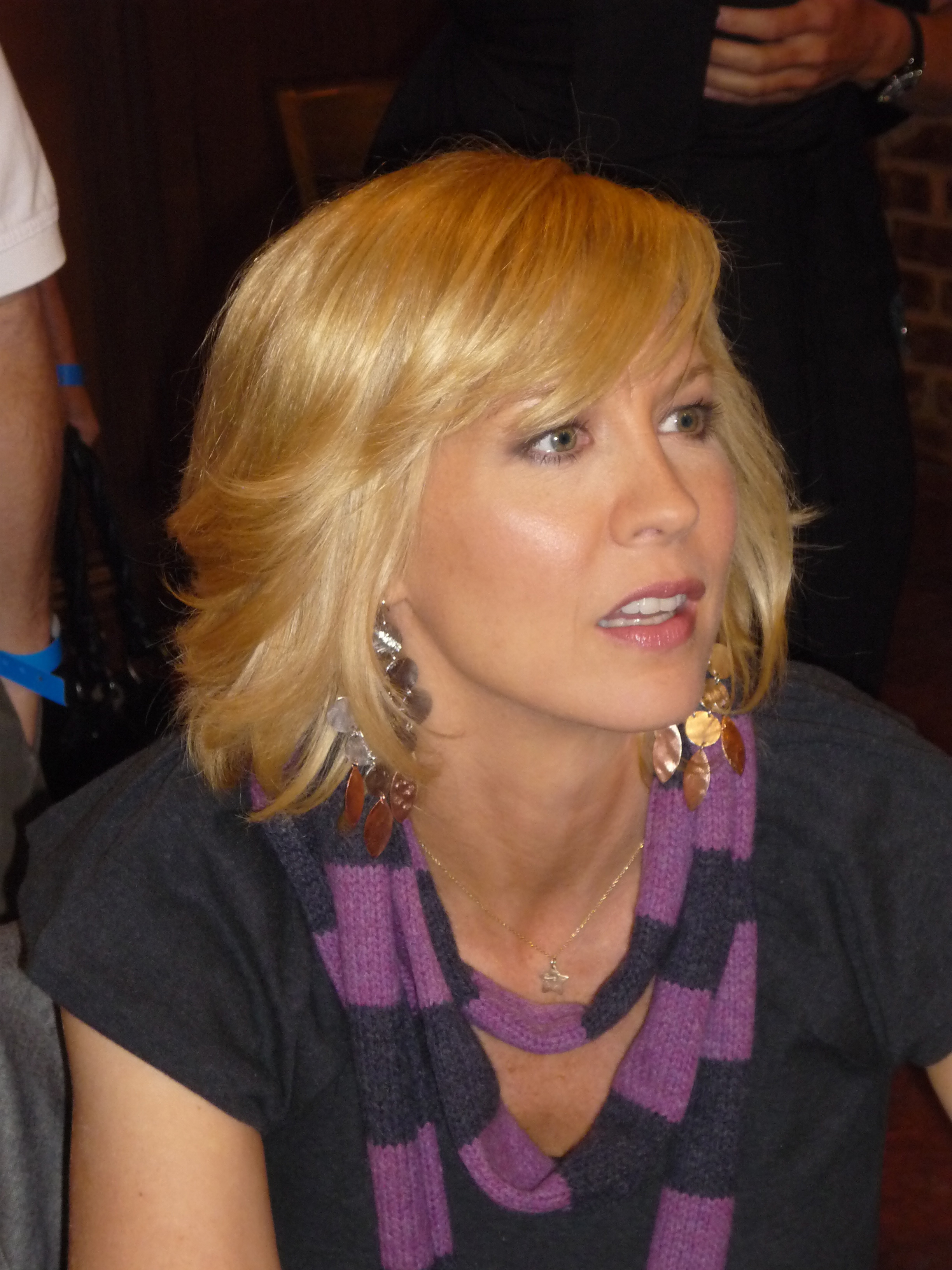
La comédienne en octobre 2009, sur le tournage de Parents par accident.

Elle se focalise véritablement sur la télévision, et revient sur CBS en 2006, soit six ans après la fin de Dharma et Greg, avec Courting Alex, sitcom dont elle interprète le rôle-titre, celui d'une jeune avocate brillante et célibataire que son père, et accessoirement collègue, veut caser avec un de leurs collaborateurs. La jeune femme est plus intéressée par le jeune propriétaire d'un bar. Cette fiction construite pour l'actrice, qui y officie comme productrice, a même pour titre provisoire The Jenna Elfman Show, mais après des bons débuts, s'effondre dans les audiences et s'arrête au bout de 13 épisodes.
La comédienne accouche l'année suivante, et se contente donc de faire des apparitions à la télévision dans le drame familial Brothers & Sisters, puis dans la comédie Earl ; et au cinéma d'intégrer les distributions des comédies The Six Wives of Henry Lefay et Love Hurts, sorti en 2009.
Elle revient la même année sur CBS dans un rôle régulier dans une nouvelle sitcom qu'elle produit et dont elle est l'interprète principale, Parents par accident. Elle y incarne une critique de cinéma trentenaire, qui tombe enceinte par accident, et décide de garder le bébé, devant gérer un patron potentiel fiancé, et des amis et familles encombrantes. La chaîne ABC fait d'abord confiance à la série en ajoutant cinq épisodes à la commande initiale, mais décide finalement de supprimer la soirée entière de comédies dont faisait partie la série.
À la suite de ce second échec, elle s'aventure du côté des séries dramatiques.

### Diversification (années 2010)

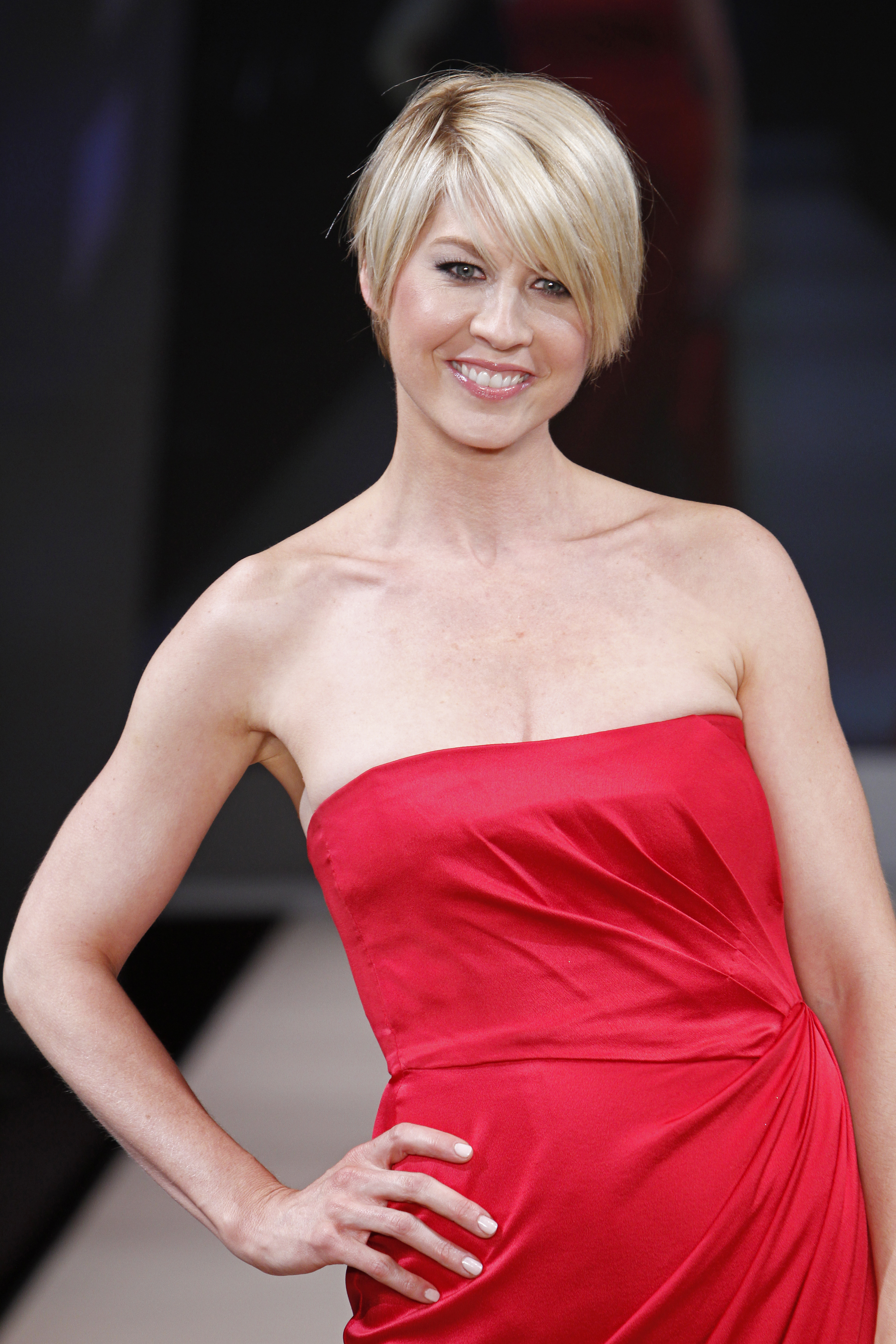
L'actrice en février 2012.

En 2012, elle participe à un épisode de la comédie dramatique Shameless, avant de se voir confier un personnage récurrent de la cinquième et dernière saison du thriller judiciaire mené par Glenn Close,Damages.
Quand elle revient aux sitcoms, c'est pour seconder une tête d'affiche masculine.
Elle revient ainsi début 2013 avec la sitcom 1600 Penn sur NBC, dans laquelle elle joue l'épouse du président des États-Unis incarné par Bill Pullman, dans une comédie familiale légèrement satirique. La série est un échec critique et commercial et s'arrête au bout de 13 épisodes diffusés sur la chaîne NBC.
Toujours sur NBC est diffusé l'année suivante Growing Up Fisher, comédie familiale où elle joue cette fois le rôle de l'épouse d'un père de famille atteint de cécité, incarné par J.K. Simmons. Là encore, la chaîne arrête les frais au bout d'une courte saison.
En 2015, son pilote de sitcom The Perfect Stanleys, où elle aurait eu pour partenaire Bret Harrison, n'est pas retenu par la chaîne Fox. Elle y aurait joué une jeune mère de famille en compétition avec sa parfaite belle-sœur.
Finalement, à la rentrée 2017, elle revient en tête d'affiche de sa propre sitcom, Imaginary Mary, sur ABC. La série est un échec et est retirée de l'antenne au bout de neuf épisodes. Finalement, elle accepte donc un rôle dans la quatrième saison de la série dramatique à succès Fear The Walking Dead, diffusée en 2018.

## Vie privée
En février 1995, elle épouse l'acteur américain Bodhi Elfman, son compagnon depuis février 1991 et neveu du compositeur de musiques de films, Danny Elfman. Elle a deux fils nommés Story Elias, né le 23 juillet 2007, et Easton Quinn Monroe, né le 2 mars 2010. Elle mesure 1,78 m et est membre de la scientologie.

## Filmographie

### Comme actrice

#### Cinéma
- 1997 : Tueurs à gages (Grosse Pointe Blank) : Tanya
- 1998 : Drôles de Papous (Krippendorf's Tribe), de Todd Holland : Veronica Micelli
- 1998 : Big Party (Can't Hardly Wait) : l'ange
- 1998 : Dr. Dolittle : Owl (voix)
- 1999 : En direct sur Edtv (Edtv) de Ron Howard : Shari
- 1999 : Venus : Venus
- 1999 : Anthrax: Return of the Killer B's Video Anthology (vidéo) : Black Lodge video character
- 2000 : Au nom d'Anna (Keeping the Faith) : Anna Riley
- 2000 : CyberWorld (court métrage) : Phig (voix)
- 2000 : The Tangerine Bear: Home in Time for Christmas! : Lorelei (voix)
- 2001 : Potins mondains et amnésies partielles (Town & Country) : Auburn
- 2003 : Les Looney Tunes passent à l'action (Looney Tunes: Back in Action) : Kate
- 2004 : Clifford's Really Big Movie : Dorothy (voix)
- 2005 : What's Hip, Doc? : Supermodel (voix)
- 2008 : Struck (court métrage)
- 2009 : The Six Wives of Henry Lefay : Ophelia
- 2009 : Love Hurts : Darlene
- 2011 : Sexe entre amis (Friends with Benefits) : Annie
- 2014 : Big Stone Gap : Iva Lou Wade
- 2016 : Barry de Vikram Gandhi : Ann Dunham

#### Télévision
- 1990 : Halo - vidéo clip de Depeche Mode : la grande danseuse
- 1992 : Arabesque : une danseuse (saison 8, épisode 11)
- 1992 : Freshman Dorm : Tina (saison 1, épisode 4)
- 1993 : Double Deception (TV) : Lisa Majorski
- 1994 : The George Carlin Show : la fille psychédélique (saison 2, épisode 9)
- 1995 : Pointman : Mary Ellen (saison 1, épisode 11)
- 1995 : The Monroes : Lily (saison 1, épisode 5)
- 1996 : Roseanne : Garland (saison 8, épisode 7)
- 1996 : Townies : Shannon Canotis (saison 1, 15 épisodes)
- 1996 : New York Police Blues : Patty Snow (saison 3, épisode 14)
- 1996 : Presque parfaite : Becky Toll (saison 1, épisode 19)
- 1996 : Murder One : Angela Scalese (saison 1, épisode 17)
- 1996 : Her Last Chance (TV) : Leslie
- 1997 : Le Célibataire : Jordan (saison 2, épisode 14)
- 1997 - 2003 : Dharma et Greg : Dharma Freedom Finklestein Montgomery (119 épisodes)
- 2002 : Liaison obsessionnelle (TV) : Ellena Roberts
- 2003 : Mon oncle Charlie : Frankie (saison 1, épisodes 15 et 16)
- 2005 : Le Cœur en sommeil (Touched) (TV) : Angela Martin
- 2006 : Alex Rose : Alex Rose (saison 1, 13 épisodes)
- 2006 : Best of Chris Isaak (vidéo, segment "Somebody's Crying")
- 2007 : Brothers & Sisters : Lizzie Jones-Baker (saison 1, épisode 19)
- 2008 : Earl (My Name Is Earl) : Kimmi Himmler (saison 4, épisode 6)
- 2009 : Agent Special OSO : la mère de Maya (voix) (saison 1, épisode 5)
- 2009 - 2010 : Parents par accident (Accidentally on Purpose) : Billie (18 épisodes)
- 2011 : Mon oncle Charlie : Dharma (saison 9, épisode 1)
- 2011 : Matumbo Goldberg : Matumba Goldberg (saison 1, 5 épisodes)
- 2011 : Bad Mom (TV) : Julia
- 2012 : Shameless : Jill (saison 2, épisode 12)
- 2012 : Damages : Naomi Wallin (saison 5, 7 épisodes)
- 2012 - 2013 : 1600 Penn : Emily Nash Gilchrist (saison 1, 13 épisodes)
- 2013 : Royal Pains : Lacy (saison 5, épisode 11)
- 2013 : The Mindy Project : Priscilla (saison 2, épisode 9)
- 2014 : Growing Up Fisher : Joyce Fisher (saison 1, 13 épisodes)
- 2014 : Gigi: Almost American : Yogi Dendra (saison 2, épisode 4)
- 2015 : The Perfect Stanleys : Ellen (épisode pilote non-diffusé)
- 2017 : Imaginary Mary : Alice saison 1, 9 épisodes
- 2018 - 2023 : Fear The Walking Dead : June / Naomi/ Laura (Saison 4 à Saison 8)
- 2020 : The Twilight Zone : La quatrième dimension : Barbara (saison 2, épisode 7)

### Comme productrice
- 1997-2003 : Dharma et Greg (23 épisodes)
- 2005 : Le Cœur en sommeil (productrice déléguée)
- 2006 : Alex Rose (10 épisodes)
- 2009 - 2010 : Parents par accident (8 épisodes)

## Voix francophones
En France, Maïk Darah est la voix française la plus régulière de Jenna Elfman, la doublant jusqu'en 2016. Parallèlement, Céline Monsarrat l'a doublée à quatre reprises.
Au Québec, elle est principalement doublée par Natalie Hamel-Roy.
En France
| - Maïk Darah dans : - Dharma et Greg (série télévisée) - Liaison obsessionnelle (téléfilm) - Mon oncle Charlie (série télévisée) - Le Cœur en sommeil (téléfilm) - Alex Rose (série télévisée) - Parents par accident (série télévisée) - The Mindy Project (série télévisée) - Barry - Céline Monsarrat dans : - Drôles de Papous - Brothers and Sisters (série télévisée) - Fear the Walking Dead (série télévisée) - Famille en réparation (série télévisée) | - Anne Massoteau dans : - Sexe entre amis - Damages (série télévisée) - Royal Pains (série télévisée) - Juliette Degenne dans : - Au nom d'Anna - Potins mondains et amnésies partielles Et aussi - Françoise Vallon dans Big Party - Brigitte Aubry dans En direct sur Ed TV - Marjorie Frantz dans Les Looney Tunes passent à l'action - Jessie Lambotte dans Love Hurts |

Au Québec
| - Natalie Hamel-Roy dans : - La tribu de Kippendorf - Ce soir, tout est permis - La Ronde des cocus - Amis modernes |

## Distinctions

### Récompenses
- 1998 : Golden Apple - Découverte féminine de l'année
- 1999 : Golden Globes - Meilleure actrice dans une série comique pour Dharma et Greg
- 1999 : TV Guide Award (en) - Meilleure actrice dans une comédie pour Dharma et Greg
- 2000 : TV Guide Award (en) - Meilleure actrice dans une comédie pour Dharma et Greg

Source : page IMDb